# Pauline Mvélé Nambané
Pauline Mvélé Nambané est une  scénariste et réalisatrice de films. Elle est de nationalité burkinabè et gabonaise.

## Biographie
Née à Abidjan en Côte d'Ivoire en 1969, Pauline Mvélé Nambané passe son enfance et son adolescence dans cette ville avant de déménager à Ouagadougou, au Burkina Faso. Là-bas elle fait ses études de second cycle de lycée puis elle étudie à l'université Joseph Ki-Zerbo où elle obtient une maîtrise en Sciences de l'information et de la communication option communication pour le développement. Elle y rencontre son mari, avec lequel elle part s'installer au Gabon. Elle travaille d'abord comme journaliste, écrivant notamment pour le magazine Amina.
Engagée dans la lutte contre le VIH/SIDA à travers son association Espoir pour les enfants, et après avoir écrit pour Amina un article sur les femmes séropositives, elle réalise en 2009 son premier film documentaire sur cinq femmes vivant avec le VIH au Gabon, Accroche-toi !   Cette œuvre, lauréate de l'appel à projet du festival Les Escales Documentaires de Libreville est produite et financée par le CENACI (Centre national du cinéma du Gabon, actuellement IGIS : Institut Gabonais de l'Image et du Son). Avec ce documentaire, Pauline vise à lutter contre les discriminations et la stigmatisation des personnes séropositives, et également à encourager les personnes vivant avec le VIH à se soigner et à protéger leur entourage. Pour la réalisation de ce documentaire, elle est encadrée par le réalisateur gabonais Imunga Ivanga.
En 2011, elle réalise le documentaire Non coupables !, qui se penche sur la pratique de spoliation des veuves par les familles de leur mari défunt au Gabon.
En 2014, elle réalise le documentaire Sans famille, d'après le surnom de la prison de Libreville. À travers les témoignages d'anciens détenus, elle révèle les violations des droits fondamentaux dans les prisons gabonaises. Ce documentaire a reçu le prix du meilleur documentaire en 2014 au FESTICAB (Festival International du Cinéma et de l’Audiovisuel du Burundi).
En 2014, dans le cadre du projet l'Afrique au féminin de Canal + où 13 réalisatrices africaines ont été sélectionnées après un concours avec pour thème Réussir en Afrique, elle réalise The Best. Le film suit le parcours de Yoan Anguillet, un brillant étudiant gabonais qui après avoir étudié dans de prestigieuses universités telles que l'université Yale, le MIT et Harvard décide de rentrer au Gabon pour créer une O.N.G qui fait la promotion du digital et des matières scientifiques au Gabon.
Pauline Mvélé a participé à la création du Rédoac (Réseau des documentaristes d'Afrique centrale), dont elle est vice-présidente. Cet organisme créé dans le cadre du festival itinérant Vision Documentaire vise à promouvoir la création documentaire et à créer une solidarité entre documentaristes.
De 2015 à 2017, elle a été coordinatrice générale, puis Déléguée générale du festival Escales Documentaires de Libreville.
En 2020, elle a réalisé Elias, un court métrage de fiction sur les violences faites aux enfants et aux femmes. Ce film a été sélectionné au festival CINEF (Festival du Cinéma au Féminin de RDC).
En 2021, elle crée l'association Gabon Ciné Doc dont l'objectif est de faire la promotion du cinéma documentaire par des projections gratuites suivies de débats.
En juin 2022, Pauline Mvélé Nambané a participé à un stage de perfectionnement dans la réalisation du film documentaire aux Ateliers Varan en France, où elle a réalisé un documentaire de 24 minutes intitulé Chez Francis, traitant de la situation des personnes âgées à Paris. Cette expérience l'a incitée à ajouter son nom de jeune fille à son travail.
En novembre 2022, elle a réalisé Mivova Yato, un documentaire de 30 minutes sur les violences basées sur le genre. Ce film a été réalisé dans le cadre du projet PISCCA dirigé par l'Ambassade de France au Gabon. L'association Ebando, Nature + Culture = Futur, est lauréate d'un appel à projet et sollicite la réalisatrice pour réaliser ce film poignant et touchant qui donne la parole à des femmes victimes d'abus et qui  ont accepté de témoigner.
Mivova Yato est primé au Festival International itinérant "Allons au cinéma" en mai 2023 à Libreville, . En Avril 2024 il est primé au "Festival Bangui fait son cinéma" en Centrafrique. Il a également été sélectionné au festival "CINÉ" en RDC.
En septembre 2023, Pauline a participé au laboratoire "Yaoundé Film Lab" au Cameroun, où son projet de film Tatayo a été primé.
En 2024, elle réalise Karsamba ( Maitre en langue Mooré), un documentaire diffusé à l'occasion des 50 ans de mariage et 57 ans d'appel pastoral de Adama Ouédraogo, pasteur de l'Eglise des Assemblées de Dieu de la Riviera 2. Le film a connu un grand succès après avoir été diffusé sur des chaines de télévision chrétiennes du Burkina Faso et de la Côte d'Ivoire.
Elle réalise dans la même période un documentaire sur les 175 ans des sœurs de l'immaculée conception du Gabon.
En plus de ses réalisations cinématographiques, Pauline est entrepreneure libraire à travers sa librairie le Paraclet et s'essaie à l'agriculture depuis quatre ans (depuis 2020).
En 2024, elle a créé la première édition du Festival International Cinéma et Liberté.
Les documentaires de Pauline Mvélé ont été projetés et sélectionnés dans de nombreux festivals africains et européens.
En décembre 2024, elle remporte les Prix de la Femme digitale de l’année 2024 et de la Femme digitale dans le cinéma aux DigieWomen Awards de Libreville Grâce à son influence, son leadership et son impact global.
Elle prépare actuellement un nouveau documentaire, Le Nganga blanc, qui s'intéresse à Hugues Obiang Poitevin, un Français qui pratique depuis quarante ans le tourisme d'initiation au Gabon autour du culte Bwiti. Ce projet a remporté le premier prix du "Marathon du pitch" du FESPACO en 2017.

## Engagements
Pauline Mvélé est une cinéaste engagée : elle travaille autour de thématiques sur lesquelles elle cherche à faire bouger la société. C'est la raison pour laquelle elle choisit de réaliser des documentaires, qui selon elle interpellent davantage les gens. Ses documentaires portent sur des problèmes sociétaux africains, tels que la spoliation des veuves, le VIH/SIDA, le cancer, l'environnement, la protection des grands singes, la prison. La thématique de l'exclusion est centrale dans son travail de réalisatrice. À travers ses documentaires, elle cherche à donner une voix aux personnes laissées pour compte, à provoquer le débat sur des situations ignorées et à faire évoluer des pratiques qui lui semblent anormales dans la société gabonaise.
Fondatrice et présidente de l'association de lutte contre le VIH/SIDA gabonaise Espoir pour les enfants, elle anime des actions de sensibilisation et de prévention en milieu scolaire. L'association ne distribue pas de préservatifs mais prône l'abstinence comme moyen de prévention.
Aussi engagée dans la société civile gabonaise, elle est membre fondatrice du Réseau Femme lève-toi créé en 2015 avec son amie Nathalie Zemo Efouo. Elle est convaincue que le cinéma est un puissant outil de promotion de droits de l'Homme, de liberté d'expression et de changements. Son festival, le Festival International Cinéma et Liberté est un festival militant qui appelle à plus de justice et de dignité pour tous.

## Filmographie

### Réalisatrice
- 2009 : Accroche-toi !
- 2011 : Non coupables
- 2014 : The Best (dans le cadre du projet Canal+ / CFI L'Afrique au féminin)
- 2014 : Sans famille (Prix du meilleur documentaire au FESTICAB)
- 2014 : Vivre avec le cancer et La Minute du cancer
- 2020 : Elias
- 2022 : Mivova Yato
- 2024 : Karsamba

### Comédienne
- 1989 : Le Choix de Chantal de Carlyn Saltman (rôle principal)
- 2015 : Télésourd de Matamba Kombila (second rôle)

## Distinctions et participations à des jurys
- 2014 : Prix du meilleur documentaire au FESTICAB pour son documentaire Sans famille[6].
- 2015 : membre du jury de la compétition internationale du festival Escales documentaires de La Rochelle[22].
- 2016 : membre du jury de la 20e édition du festival Écrans noirs de Yaoundé[6].
- 2018: membre du jury du festival Urusaro International Women Film Festival[25]
- 2021 : membre du jury du festival Bangui fait son cinéma [26]
- 2023: Prix Amazon du Festival International itinérant  "Allons au cinéma" pour son documentaire Mivova Yato.
- 2024: Sélection officielle au Festival International des Films de Femmes de Cotonou[27] de son documentaire Mivova Yato.
- 2024: Mention spéciale du jury au festival Ecrans Noirs 2024[28]